# HMVC

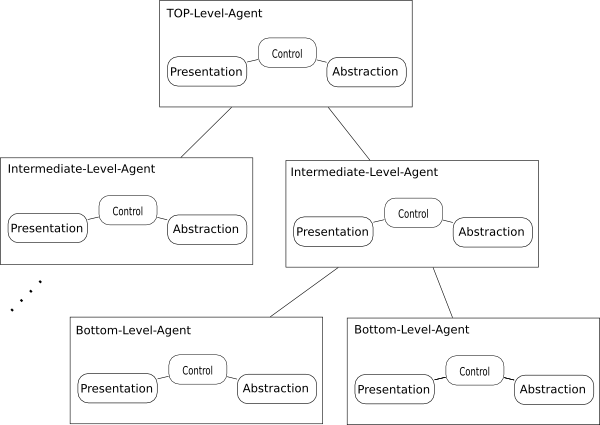
Структурна схема програми, побудованої згідно з паттерном HMVC

HMVC (англ. Hierarchical model–view–controller) — Ієрархічні Модель-Вид-Контролер, одне з розширень архітектурного паттерну MVC, що дозволяє вирішити деякі проблеми масштабованості програм, що мають класичну MVC-архітектуру.
Вперше описано у 2000 році, в одній зі статей блога JavaWorld, але деякі розробники відзначають, що це, по суті, є переосмисленням більш суворого паттерну PAC (англ. Presentation-Abstraction-Control), описаного в 1987 році.
Згідно з парадигмою HMVC, кожна окрема MVC тріада використовується як шар в ієрархічній структурі. При цьому, кожна тріада в цій ієрархії незалежна від інших, і може звернутися до контролера іншої тріади. Такий підхід істотно полегшує і прискорює розробку великих програм, полегшує їх подальшу підтримку та масштабування, сприяє повторному використанню коду.